# Gare de Bertrichamps
Gare de Bertrichamps vasútállomás Franciaországban, Bertrichamps településen.

## Vasútvonalak
Az állomást az alábbi vasútvonalak érintik:
- Lunéville-Saint-Dié-vasútvonal

## Kapcsolódó állomások
A vasútállomáshoz az alábbi állomások vannak a legközelebb:
- Gare de Baccarat
- Thiaville megállóhely